# انتخابات مجلس الأمن التابع للأمم المتحدة 2007
أُجريت انتخابات مجلس الأمن التابع للأمم المتحدة لعام 2007 في 16 أكتوبر 2007 خلال الدورة الثانية والستين للجمعية العامة للأمم المتحدة، التي عقدت في مقر الأمم المتحدة في مدينة نيويورك. انتخبت الجمعية بوركينا فاسو وليبيا وفيتنام وكرواتيا وكوستاريكا أعضاءً غير دائمين في مجلس الأمن التابع للأمم المتحدة لمدة عامين تبدأ في 1 يناير 2008.

## القواعد
يتألف مجلس الأمن من 15 مقعدًا، يشغلها خمسة أعضاء دائمين وعشرة أعضاء غير دائمين. وفي كل عام، يتم انتخاب نصف الأعضاء غير الدائمين لمدة عامين.   ولا يجوز للعضو الحالي أن يترشح على الفور لإعادة انتخابه. 
وفقًا للقواعد التي يتم بموجبها تناوب المقاعد العشرة غير الدائمة في مجلس الأمن بين الكتل الإقليمية المختلفة التي تقسم إليها الدول الأعضاء في الأمم المتحدة تقليديًا لأغراض التصويت والتمثيل،  يتم تخصيص المقاعد الخمسة المتاحة على النحو التالي: 
- مقعدان للدول لأفريقيا أحدهما لـ"المقعد العربي" (تشغلهما جمهورية الكونغو وغانا)
- مقعد لبلدان المجموعة الآسيوية (الآن مجموعة آسيا والمحيط الهادئ)[6] (تشغله قطر)
- مقعد لأوروبا الشرقية (تشغله سلوفاكيا)
- مقعد لأمريكا اللاتينية ومنطقة البحر الكاريبي (تشغله بيرو)

## المرشحون
أعلنت سبع دول عن ترشحها للمقاعد الخمسة غير الدائمة في مجلس الأمن للفترة 2008-2009. ترشحت فيتنام للمرة الأولى للمقعد الآسيوي. كانت بوركينا فاسو (آخر مرة في عام 1985) وليبيا (آخر مرة في عام 1977) تتنافس على المقعدين الأفريقيين. وقد حصلت البلدان الثلاثة على تأييد من مجموعاتها الإقليمية. بالإضافة إلى ذلك، تنافست كوستاريكا (آخر مرة في عام 1998) وجمهورية الدومينيكان (واحدة من الأعضاء القلائل في ميثاق الأمم المتحدة الذين لم يخدموا قط حتى عام 2007) على مقعد أمريكا اللاتينية الوحيد. كانت جمهورية التشيك (آخر مرة خدم فيها في عام 1995) وكرواتيا (لم تخدم قط) تتنافسان على مقعد أوروبا الشرقية.

## النتائج

### المجموعتين الأفريقية والآسيوية
وبعد أن حظيت بتأييد المجموعات الإقليمية الخاصة بها، انتخبت فيتنام وبوركينا فاسو وليبيا بسهولة، حيث فازت بـ 178 و185 و183 صوتاً، على التوالي، من إجمالي 190 صوتاً، في حين بلغ عدد الدول الأعضاء في الأمم المتحدة 192 دولة في عام 2007. وحصلت موريتانيا على صوتين وحصلت السنغال على صوت واحد، رغم عدم ترشحها للانتخابات. ولم يكن هناك امتناع عن التصويت.
| الدولة                  | الجولة الأولى |
| ----------------------- | ------------- |
| بوركينا فاسو            | 185           |
| ليبيا                   | 183           |
| فيتنام                  | 178           |
| موريتانيا               | 2             |
| السنغال                 | 1             |
| بطاقات الاقتراع الباطلة | -             |
| ممتنعون                 | 0             |
| الأغلبية المطلوبة       | 124           |

### مجموعة أوروبا الشرقية
| الدولة                  | الجولة الأولى | الجولة الثانية | الجولة الثالثة |
| ----------------------- | ------------- | -------------- | -------------- |
| كرواتيا                 | 95            | 106            | 184            |
| جمهورية التشيك          | 91            | 81             | 1              |
| بطاقات الاقتراع الباطلة | -             | 1              | -              |
| ممتنعون                 | 4             | 3              | 4              |
| الأغلبية المطلوبة       | 124           | 125            | 124            |

وقبل الجولة الثالثة من التصويت، انسحبت جمهورية التشيك من الانتخابات.

### مجموعة أمريكا اللاتينية ومنطقة البحر الكاريبي
| الدولة                  | الجولة الأولى | الجولة الثانية | الجولة الثالثة |
| ----------------------- | ------------- | -------------- | -------------- |
| كوستاريكا               | 116           | 119            | 179            |
| جمهورية الدومينيكان     | 72            | 70             | 1              |
| بطاقات الاقتراع الباطلة | -             | 1              | -              |
| ممتنعون                 | 2             | 1              | 9              |
| الأغلبية المطلوبة       | 126           | 126            | 120            |
| أوراق الاقتراع          | 190           | 191            | 189            |

وقبل الجولة الثالثة من التصويت، انسحبت جمهورية الدومينيكان من الانتخابات.

## روابط خارجية
- وثيقة الأمم المتحدة GA/10637 بيان صحفي
- مركز أنباء الأمم المتحدة مقال إخباري للأمم المتحدة